# Tabuleta de Samas
A Tabuleta de Samas é uma tabuleta de pedra recuperada da antiga cidade babilônica de Sipar, no sul do Iraque, em 1881; agora é uma peça importante da antiga coleção do Oriente Médio do Museu Britânico. É datado do reinado do rei Nabu-Baladã (r. 888–855 a.C.).

## Descoberta

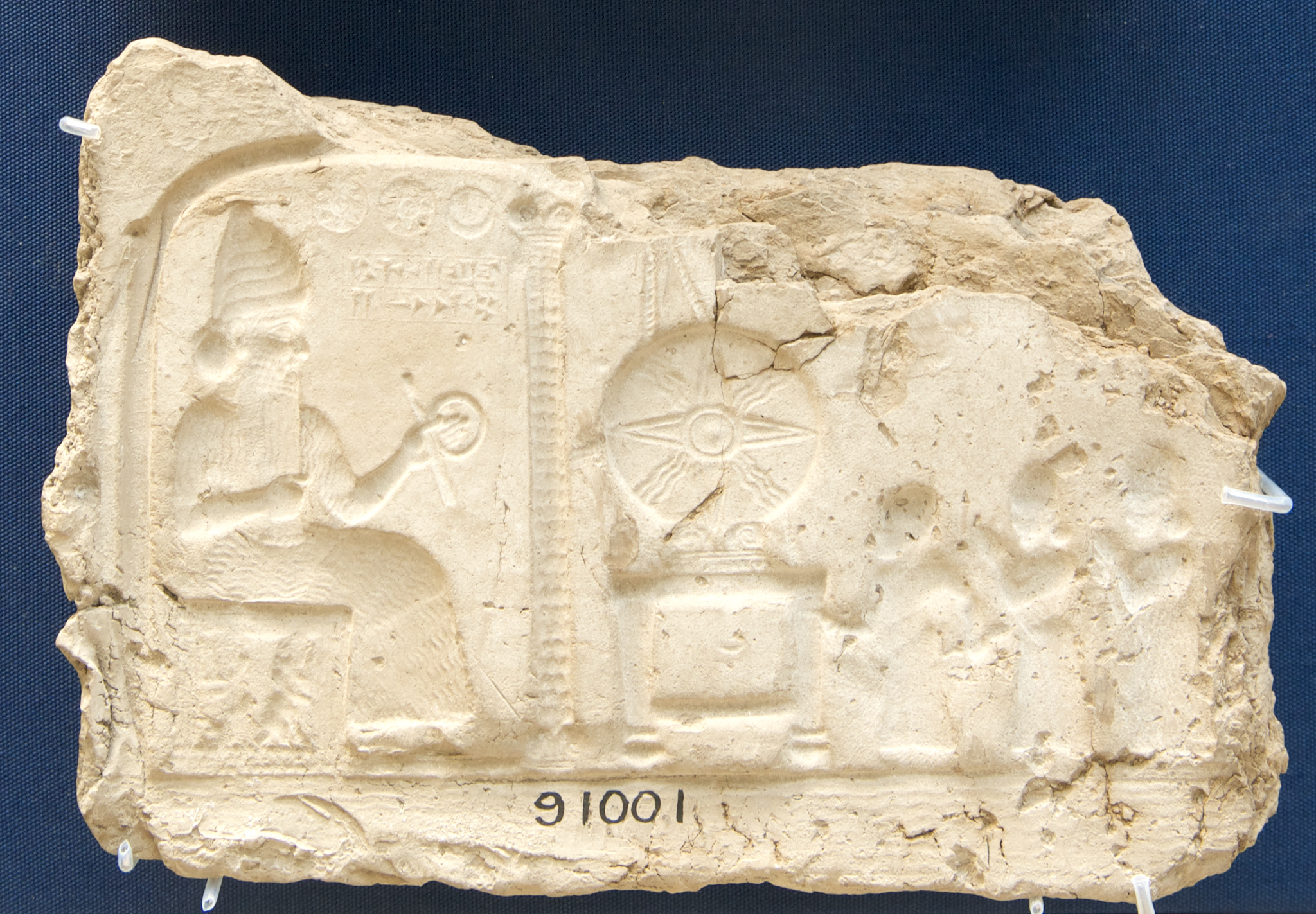
Quando Nabopolassar descobriu o comprimido, ele foi colocado nesta cobertura de argila queimada originalmente feita por Nabu-Baladã. Depois de recolocar a tampa, Nabopolassar enterrou o original ao lado da tabuleta.

A tabuleta foi descoberta durante escavações por Hormuzd Rassam entre 1878 e 1883. Ela foi encontrada completa, mas quebrada em dois pedaços grandes e seis pequenos. Na época do rei Nabopolassar, entre 625 e 605 a.C., ele havia se partido em quatro partes e havia sido reparado. O cofre de terracota também continha duas impressões em argila da cena de apresentação dos tabletes. O cofre foi selado sob o chão do templo com asfalto. Foi sugerido que o cofre também continha uma segunda pastilha e uma terceira impressão em argila (agora no Museu de Istambul).

## Descrição
Estava envolto em um molde de argila que criava impressões quando colocado sobre a face da pedra e a protegia. Isso indica que o tablete era um item de reverência, possivelmente armazenado devido a tradições mais recentes. O tablete possui bordas serrilhadas como uma serra. O baixo-relevo no topo do anverso (foto) mostra Samas, o Deus do Sol, sob símbolos do Sol, da Lua e da estrela. O Deus é representado em uma posição sentada, usando um toucado com chifres, segurando o símbolo da haste e anel na mão direita. Há outro grande disco solar à sua frente em um altar, suspenso por duas figuras por cima. Das três outras figuras à esquerda, a central está vestida da mesma maneira que Samas e assume-se o rei da Babilônia Nabu-Baladã recebendo os símbolos da divindade. 

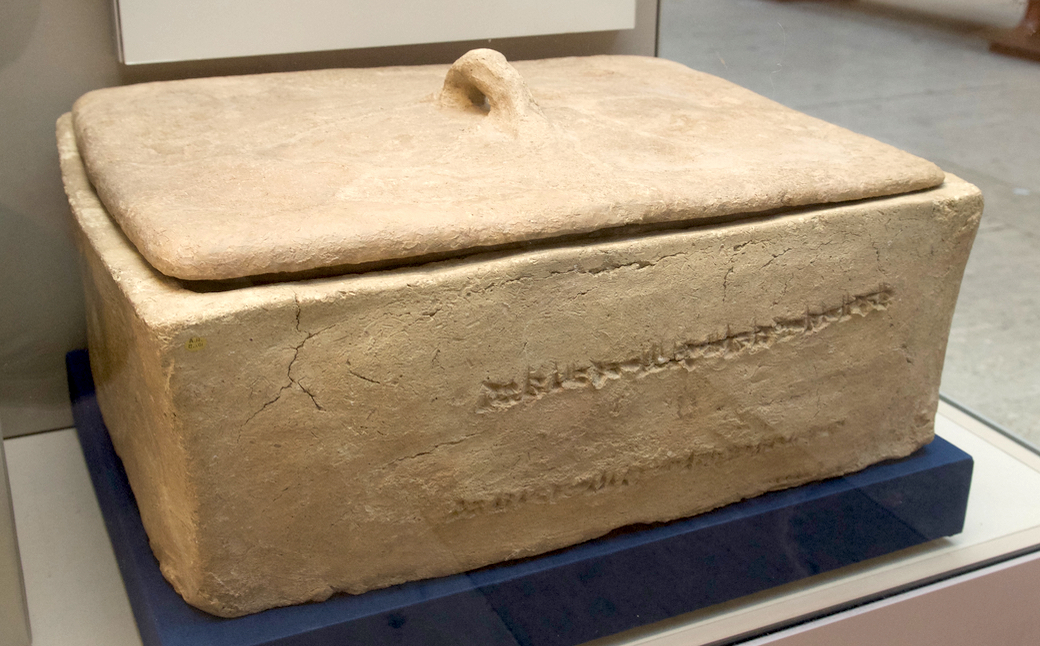
A caixa em que a tabuleta de Samas foi descoberta

O baixo-relevo pode ser sobreposto com duas ordens de retângulos dourados, embora o conhecimento antigo da proporção áurea anterior a Pitágoras seja considerado improvável. 

## Inscrição
A cena contém três inscrições. O primeiro, na cabeça da tabuleta, diz: 
| (1) ṣal-lam (ilu)Šamaš bêlu rabû (2) a-šib E-babbar-ra (3) ša ki-rib Sippar(KI) | (1) Imagem de Samas, o grande senhor (2) Que mora em Ebabara, (3) Que está em Sipar |
|                                                                                 |                                                                                     |

Acima do deus do sol, uma segunda inscrição descreve a posição da lua, sol e estrela representados como estando sobre o oceano celestial, no qual a cena se assenta:   
| (1) (ilu)Sin (ilu)Šamaš u (ilu)Ištar ina pu-ut apsî (2) ina bi-rit ili muš-ti-mi innadû(pl. u) | (1) Sim, Samas e Istar são colocados contra o oceano celestial (2) dentro do juiz divino |
|                                                                                                |                                                                                          |

A inscrição final na cena diz: 
| (1)agû (ilu)Šamaš (2) muš-ši do | (1) Adornos de cabeça em Samas (2) Vara de fazer. |
|                                 |                                                   |

O texto cuneiforme abaixo da estela é dividido em quinze passagens, mesclando prosa, elementos poéticos e retóricos da maneira típica das inscrições reais da Mesopotâmia. Ele conta como Sipar e o templo Ebabar de Samas caíram em desuso com a perda da estátua de Deus. Essa imagem de culto é temporariamente substituída pelo disco solar; é ainda descrito como uma nova figura de Samas foi encontrada na parte oriental do Eufrates, a partir da qual Nabu-Baladã construiu uma nova estátua de lápis-lazúli e ouro para restaurar o culto. Paralelos iconográficos e prosaicos semelhantes foram evidenciados em fontes mesopotâmicas e posteriores judaicas, onde o rei que restaura o culto é visto como uma divindade transmitindo símbolos divinos. O restante do texto registra os presentes da concessão real, semelhante a um cudurru e discute as práticas do templo, regras sacerdotais, códigos de vestuário e regulamentos.